# Kąty (gromada w powiecie jasielskim)
Kąty – dawna gromada, czyli najmniejsza jednostka podziału terytorialnego Polskiej Rzeczypospolitej Ludowej w latach 1954–1972.
Gromady, z gromadzkimi radami narodowymi (GRN) jako organami władzy najniższego stopnia na wsi, funkcjonowały od reformy reorganizującej administrację wiejską przeprowadzonej jesienią 1954 do momentu ich zniesienia z dniem 1 stycznia 1973, tym samym wypierając organizację gminną w latach 1954–1972.
Gromadę Kąty z siedzibą GRN w Kątach utworzono – jako jedną z 8759 gromad na obszarze Polski – w powiecie jasielskim w woj. rzeszowskim na mocy uchwały nr 22/54 WRN w Rzeszowie z dnia 5 października 1954. W skład jednostki weszły obszary dotychczasowych gromad Kąty, Desznica, Chałbów, Jaworze i Skalnik ze zniesionej gminy Żmigród Nowy w tymże powiecie. Dla gromady ustalono 14 członków gromadzkiej rady narodowej.
29 lutego 1956 do gromady Kąty włączono wieś Brzezowa w jej granicach katastralnych z gromady Samoklęski w tymże powiecie.
Gromada przetrwała do końca 1972 roku, czyli do kolejnej reformy gminnej.